# Аналгетик
Аналгетиците са лекарствени средства, създадени за да потискат болката. Биват два основни вида - наркотични и ненаркотични. Наркотичните се използват при силни болки - раждане, изгаряния, разкъсвания, рак и др. и се предписват краткотрайно или внимателно, понеже водят до лекарствена зависимост. Най-често се използват ненаркотичните, които имат и ефекта да намаляват високата температура, както и противовъзпалително действие. Най-ефективни са при комбиниране с други аналгетици.
Наркотични аналгетици:
- хероин / heroin
- етилморфин / ethylmorphine
- морфин / morphine
- омнопон / omnopon
- декстроморамид / dextromoramide
- метадон / methadone
- налбуфин / nalbuphine
- пентазоцин / pentazocine
- петидин / pethidine
- пиритрамид / piritramine
- римазол / rimazolium metilsulfate
- тилидин / tilidine
- тримеперидин / trimeperidine
- кодеин / codein
- фентанил / fentanyl
- викодин / vicodin

Ненаркотични аналгетици
- ацетизал (аспирин) / acetylsalicylic acid
- аминофеназон (амидофен) / aminophenazone
- норамидопирин (аналгин) / metamizole soduim
- кетофенилбутазон / kebuzone
- оксифенбутазон / oxyphenbutazone
- фенилбутазон / phenylbutazone
- парацетамол / paracetamol
- фенацетин / phenacetin
- индометацин / indometacin
- сулиндак / sulindac
- ибупрофен / ibuprofen
- алкозин / alcozin
- алнагон / alnagon
- аналгин-хинин / analgin-chinin

и други